# Noe Zárate
Noe Zárate (* 11. Mai 1973 in Guadalajara, Jalisco) ist ein ehemaliger mexikanischer Fußballspieler auf der Position des Verteidigers.

## Leben
Zárate begann seine Profikarriere in der Saison 1992/93 bei seinem Heimatverein  Chivas Guadalajara, bei dem er acht Jahre lang unter Vertrag stand und mit dem er im Sommer 1997 die mexikanische Meisterschaft gewann. In jene Zeit fiel auch sein einziger Auftritt in Reihen der mexikanischen Nationalmannschaft, als er am 24. Februar 1998 zu einem knapp halbstündigem Einsatz gegen die Niederlande (2:3) kam.
Für die Saison 2000/01 wechselte er zum CF Atlante und anschließend für zwei Jahre zu den Tigres de la UANL, bevor er seine aktive Laufbahn in der Saison 2003/04 beim Zweitligisten Correcaminos de la UAT ausklingen ließ.

## Erfolge
- Mexikanischer Meister: Verano 1997